# Robert Kamyszek
Robert Kamyszek (ur. 12 września 1995) – polski piłkarz ręczny, lewy rozgrywający, od 2019 zawodnik MKS-u Kalisz.
Wychowanek Nielby Wągrowiec, w latach 2014–2016 grał w jej pierwszym zespole. W Superlidze zadebiutował 6 września 2014 w spotkaniu z Wisłą Płock (26:33), a pierwszą bramkę rzucił 21 września 2014 w meczu z Chrobrym Głogów (25:30). W sezonie 2014/2015 rozegrał w najwyższej polskiej klasie rozgrywkowej 10 meczów i zdobył 10 goli. W sezonie 2015/2016 wystąpił w I lidze w 18 spotkaniach, w których rzucił 66 bramek.
W latach 2016–2019 był zawodnikiem Arki Gdynia (początkowo występującej pod nazwą Spójnia Gdynia). W sezonie 2016/2017 rozegrał w I lidze 20 meczów i zdobył 101 goli. W sezonie 2017/2018 wystąpił w Superlidze w 20 spotkaniach, w których rzucił 99 bramek. W lutym 2018 złamał trzecią kość śródręcza w prawej dłoni, co wykluczyło go z gry na kilka miesięcy. W sezonie 2018/2019, w którym rozegrał 35 meczów i zdobył 149 goli, zajął 5. miejsce w klasyfikacji najlepszych strzelców Superligi, a ponadto trzy razy został wybrany do najlepszej siódemki kolejki.
W 2019 został zawodnikiem MKS-u Kalisz.
W 2018 uczestniczył w akademickich mistrzostwach świata w Chorwacji (8. miejsce).

## Osiągnięcia
Indywidualne
- 5. miejsce w klasyfikacji najlepszych strzelców Superligi: 2018/2019 (149 bramek; Arka Gdynia)[6]

## Statystyki
| Nielba Wągrowiec                | 2014/2015 | Superliga | 10 | 10  | 1   |
| Nielba Wągrowiec                | 2015/2016 | I liga    | 18 | 66  | 3,7 |
| Nielba Wągrowiec                | Razem     | Razem     | 28 | 76  | 2,7 |
| Arka Gdynia                     | 2016/2017 | I liga    | 20 | 101 | 5,1 |
| Arka Gdynia                     | 2017/2018 | Superliga | 20 | 99  | 5   |
| Arka Gdynia                     | 2018/2019 | Superliga | 35 | 149 | 4,3 |
| Arka Gdynia                     | Razem     | Razem     | 75 | 349 | 4,7 |
| Stan na koniec sezonu 2018/2019 |           |           |    |     |     |